# Mylabris nubica
Mylabris nubica es una especie de coleóptero de la familia Meloidae.

## Distribución geográfica
Habita en Senegal y Níger.